# Resenbro
Resenbro ligger i Midtjylland og er en forstad til Silkeborg, beliggende i Linå Sogn ved Gudenåen, 7 km øst for Silkeborgs centrum med 1.813 indbyggere i byområdet (2018). Byen er en del af Silkeborg Kommune og hører til Region Midtjylland.
Der har tidligere været kro, kiosk, benzinstationer og flere dagligvareforretninger, nu er der plejehjemmet Røde Gård, en grillbar, Solbo, Resenbro Skole, Rema1000 (Skærbæk) og benzinsalg Motorbanen Jyllandsringen ligger i udkanten af Resenbro.

## Historie
Resenbro har fra gammel tid  været brosted over Gudenåen, da adelsvejen fra Skanderborg til Viborg gik den vej.

### Jernbanen
Den nedlagte Diagonalbanes første etape Silkeborg-Laurbjerg (1908-71) (lokalt kaldet Langåbanen), gik gennem Resenbro og havde station der med postekspedition og telegraf. Stationsbygningen er bevaret på Skærbækvej 1, og Natursti "Gjernbanen", der følger banens tracé næsten hele vejen fra Laurbjerg, slutter i byen. Fra Dybdalsvej er der desuden banesti til Silkeborg Station.

### Historiske Indbyggertal
| År   | Indbyggere | Reference |
| ---- | ---------- | --------- |
| 1925 | 254        |           |
| 1930 | 225        |           |
| 1940 | 251        |           |
| 1945 | 340        |           |
| 1950 | 315        |           |
| 1955 | 409        |           |
| 1960 | 436        | [ 2 ]     |
| 1965 | 536        | [ 3 ]     |